# Cecilie Stenspil
Cecilie Maria Stenspil (Glostrup, 22 de outubro de 1979) é uma atriz dinamarquesa. Ela é conhecida por seu trabalho em Livvagterne (2009), Badehotellet (2013) e Moral da História (2015).

## Filmografia

### Filmes
| Ano  | Título                               | Personagem   | Nota(s)  |
| ---- | ------------------------------------ | ------------ | -------- |
| 2010 | To på flugt - Et hårrejsende eventyr | Rapunzel     | Dublagem |
| 2015 | Eventyret om Askepot                 | Askepots mor | Dublagem |
| 2015 | Lang historie kort                   | Eva          |          |

### Televisão
| Ano           | Título             | Personagem       | Nota(s)  |
| ------------- | ------------------ | ---------------- | -------- |
| 2001          | Totally Spies      | Alex             | Dublagem |
| 2004          | Winx Club          | Stella           | (voz)    |
| 2007          | Total Drama Island | Courtney         | Dublagem |
| 2008          | Dinosapien         | Lauren           | Dublagem |
| 2009          | Livvagterne        | Jasmina El-Murad |          |
| 2013-presente | Badehotellet       | Helene Aurland   |          |